# ルーベン・ラヴ
ルーベン・ラヴ（Ruben Love、2001年4月28日 - ）は、スーパーラグビー・パシフィックハリケーンズに所属するラグビーユニオン選手。

## プロフィール
- ニュージーランドウェリントン出身[1]。
- ポジションはスタンドオフ(SO)、フルバック(FB)。
- 身長 183cm、体重 90kg
- U20ニュージーランド代表に選ばれたことがある[2]。
- All Blacks XVに選ばれたことがある[3]。
- マオリ・オールブラックスに選ばれたことがある[4]。
- ニュージーランド代表キャップは1（2024年10月現在）。

## 略歴
パーマストンノースボーイズ高校卒業後、ウェリントンを経て、2021年、ハリケーンズに加入。
2024年10月26日、リポビタンDチャレンジカップ2024日本戦にてオールブラックスでの代表初キャップを獲得して、デビュー戦で2トライをあげた。